# 12718 Le Gentil
12718 Le Gentil (1991 LF1) là một tiểu hành tinh vành đai chính được phát hiện ngày 6 tháng 6 năm 1991 bởi E. W. Elst ở Đài thiên văn Nam Âu.